# Peter Herbstreuth
Peter Herbstreuth (* 20. Januar 1956 in Dortmund; † 18. Februar 2016 in Berlin) war ein deutscher Kunst- und Architekturkritiker sowie Kurator.

## Leben und Wirken
Peter Herbstreuth wurde 1956 in Dortmund geboren. Aufgewachsen ist er in Baden-Baden und Freudenstadt. Er absolvierte eine Lehre zum Hotelkaufmann und studierte anschließend an der Freien Universität Berlin Allgemeine und Vergleichende Literaturwissenschaft sowie Ethnologie und Kunstgeschichte. Studienaufenthalte in Frankreich, Vanuatu, den USA und Mexiko folgten.
Im Zeitraum 1989 bis 1992 veröffentlichte er erste Kunstkritiken in der Berliner Tageszeitung, dann ab 1992 sporadische Architekturkritiken und regelmäßige Kunstkritiken mit dem Schwerpunkt zeitgenössische Kunst unter anderem im Kunstbulletin (Zürich), der Flash Art International (Mailand), der neuen bildende kunst (Berlin), siksi. The nordic art review (Helsinki) und dem Tagesspiegel (Berlin), mitunter auch einen Kunstkommentar im Kurier (Wien).
Ab 1998 lehrte er „Theorie der Gestaltung“ an der Universität der Künste Berlin.
Darüber hinaus war er Gastkurator in Helsinki am Nordic Arts Center, in Berlin für Kunst-Werke e. V. in der Auguststraße, in Malmö am Konstmuseet, in Seoul am Whanki Museum, in Dresden am Staatlichen Museum für Völkerkunde, in Weimar in der ACC- und Universitätsgalerie und beim Pictora-Ausstellungsprogramm in Dordrecht, Niederlande.
Als alleiniger Autor oder zusammen mit Annegret Nippa, Ethnologin am Museum für Völkerkunde Hamburg, veröffentlichte er zahlreiche Aufsätze und Bücher. Insbesondere der Geschichte der Nomaden und Berichten über sie galt sein Interesse.
2000 wurde er in die deutsche Sektion der AICA (Association Internationale des Critiques d’Art) aufgenommen und von 2004 bis 2009 bekleidete er darin das Amt eines der Vizepräsidenten.
Peter Herbstreuth starb nach schwerer Krankheit 2016 in Berlin.

## Werke

### Buch- und Katalogveröffentlichungen (Auswahl)
- Real. Nordic Arts Center, Helsinki, 6. März–18. April 1993, Stadtgalerie Lünen + Jakob Henle Haus, Lünen, 16. Mai–20. Juni 1993. Helsinki/Lünen 1993. (Idee, Konzept, Vorwort und die meisten Künstlerbiografien von Herbstreuth.)
- (mit Annegret Nippa:) Eine kleine Geschichte der Synagoge aus dreizehn Städten. Dölling und Galitz, Hamburg 1999, ISBN 3-933374-13-8.
- (als Hrsg. mit Miriam Wiesel:) Children of Berlin – Voices. Kunst-Werke Berlin e. V., Berlin/P.S.1 Contemporary Art Center, New York 1999, ISBN 3-9804265-4-8.
- Dresden privat. Die Kunst des Sammelns. Fotografien von Werner Lieberknecht. Landeshauptstadt Dresden, Kulturamt/Michael Sandstein Verlag, Dresden 2002, ISBN 3-930382-70-9.
- Schrift, Bilder, Denken. Die Kunst der Gegenwart und Walter Benjamin. Formen des Gedenkens in der zeitgenössischen Kunst. Haus am Waldsee e. V. Berlin, Berlin 2005, ISBN 3-00-015537-6. (Herbstreuth als Herausgeber und Verfasser eines Einleitungs-Aufsatzes, S. 8–14.)
- (mit Annegret Nippa:) Unterwegs am Golf. Von Basra nach Maskat. Photographien von Hermann Burchardt. Schiler & Mücke, Berlin 2006, ISBN 3-89930-070-X.
- (Mitarbeit an:) Annegret Nippa (Hrsg.): Kleines abc des Nomadismus. Museum für Völkerkunde Hamburg, Hamburg 2011, ISBN 978-3-9812566-5-9.
- Erika Hoffmann-Koenige im Gespräch mit Peter Herbstreuth (= Alte Hasen; 6). Herausgegeben von Susanne Pfeffer. König, Köln 2012, ISBN 978-3-86335-022-2.
- Wahlverwandtschaften. Imaginationen des Nomadischen. Gudrun Schröder Verlag, Leipzig 2012, ISBN 978-3-926196-63-7. (Herbstreuth als Herausgeber und Verfasser der Nachbemerkung sowie der Essays über Joseph Beuys und Damian Le Bas.)

### Aufsätze/Essays (Auswahl)
- Berlin 37 Rooms. In: Atelier. Magazine of International Art, Nr. 790 vom Dezember 1992, S. 4–36 (japanisch; reich bebildert).
- Kunstwert-Aura. In: Kunstwert-Ausstellung. 8. September–15. Oktober 1994. Kontorhaus Spittelmarkt, Neue Grünstraße 17–18, Berlin Mitte. Galerie Michael Fuchs, Berlin 1994, S. 9–11.
- Museen auf dem Weg zur Unternehmenskultur. Sponsoren lancieren Ausstellungen. In: Kunstforum International, Nr. 129, Januar – April 1995, S. 420–422.
- Der Neubeginn ist Manifest. Zur Situation der Kunst: Galerien und Institutionen in Berlin. In: Thomas Krüger (Hrsg.): Die bewegte Stadt. Berlin am Ende der Neunziger. FAB Verlag, Berlin 1998, ISBN 3927551-57-0, S. 89–94.
- Permanent Gardens/Valuation, Revaluation and Shifting Boundaries/Monuments and Memorials/Eros and Body. Permanente Gärten/Wertsetzungen, Umwertungen und Grenzverschiebungen/Mahnmale und Gedächtnisstätten/Eros und Körper. In: Barbara Nemitz (Hrsg.): Trans-Plant. Living Vegetation in Contemporary Art. Hatje Cantz Publishers, Ostfildern-Ruit 2000, ISBN 3-89322-971-X, S. 142–180.
- Herzschlag Aussen. Zum Kontext und Konzept von Orientale 1. In: Orientale 1. Recherchen, Expeditionen, Handlungsreisen. Ausstellung 15. Juli bis 2. September 2001. ACC Künstler und Autoren, Weimar 2001, ISBN 3-86068-152-4, S. 8–17.
- (mit Annegret Nippa:) Verzauberung – kein Kommentar. In: Candida Höfer: In ethnologischen Sammlungen. Verlag der Buchhandlung Walther König, Köln, 2004, ISBN 3-88375-821-3, S. 109–119.
- Weiße Kuben. Ein Wohnhaus in Bad Homburg. In: Bauwelt, Nr. 7/2005 vom 11. Februar 2005, S. 10–15.
- Nicht der Fotograf, der Apparat hat es gesehen. Die Sammlung Lévy et Fils im Museum für Völkerkunde Hamburg. In: Wulf Köpke, Bernd Schmelz (Hrsg.): Mit Kamel und Kamera. Historische Orient-Fotografie 1864–1970 (= Mitteilungen aus dem Museum für Völkerkunde Hamburg; Neue Folge Band 38). Museum für Völkerkunde Hamburg, Hamburg 2007, ISBN 3-9809222-8-6, S. 457–472.
- Von der Photographie zum Photochrom der Belle Époque. In: Eckhart W. Peters (Hrsg.): Weltreise der Photographie (=Magdeburg im Dialog; Band II). Verlag Janos Stekovics, Dößel (Saalekreis) 2008, ISBN 978-3-89923-213-4, S. 38–55.
- Schlaf und Traum in der Kunst. In: Spektrum der Wissenschaft. Spezial: Schlaf und seine Störungen., Spezial Nr. 3/2009, S. 78–82.